# Radenbach (Enz)
Der Radenbach ist ein etwa zwölf Kilometer langer, nördlicher und linker Zufluss der Enz in Rheinland-Pfalz.

## Geographie

### Verlauf
Er entspringt etwa 100 Meter südlich von Dehnseifen, einem Weiler der zu Oberpierscheid im Eifelkreis Bitburg-Prüm gehört. Der Radenbach fließt in südsüdwestlicher Richtung und mündet im Norden von Sinspelt in die Enz.

### Einzugsgebiet und Zuflüsse
Nach seinem 12,2 km langen Weg mündet der Bach 190 Höhenmeter unterhalb seines Ursprungs, was einem mittleren Sohlgefälle von 15,6 ‰ entspricht. Das 36,3 km² große Einzugsgebiet wird über Enz, Prüm, Sauer, Mosel und Rhein zur Nordsee entwässert.
| Stat. in km | Name              | GKZ        | Lage   | Länge in km | EZG in km² | Mündung Koordinaten   | Mündungshöhe in m ü. NHN | Bemerkungen                 |
| ----------- | ----------------- | ---------- | ------ | ----------- | ---------- | --------------------- | ------------------------ | --------------------------- |
| 011,50      | Berkolter Bach    | 262864-12  | rechts | 000,5550    | 0000,7020  | ⊙                     | 45000000                 |                             |
| 011,00      | Graben            | 262864-14  | rechts | 000,1590    | 0000,4420  | ⊙ Heinischseifen      | 38200000                 | auch: Heinischseifener Bach |
| 008,40      | Merlbach          | 262864-2   | rechts | 003,880     | 0004,280   | ⊙                     | 37000000                 |                             |
| 007,40      | Burscheiderbach   | 262864-44  | links0 | 005,8780    | 0007,0180  | ⊙                     | 35700000                 |                             |
| 006,30      | Finstergraben     | 262864-52  | rechts | 001,1690    | 0001,0940  | ⊙ Fischbach           | 33900000                 | auch: Meiersseif            |
| 006,20      | Fischbach         | 262864-55  | links0 | 000,9780    | 0001,8170  | ⊙ Fischbach           | 33300000                 | auch: Moreseif              |
| 005,70      | Eierseif          | 262864-56  | rechts | 000,7110    | 0000,3530  | ⊙                     | 33300000                 |                             |
| 005,40      | In der Hild       | 262864-572 | rechts | 000,2970    | 0000,1320  | ⊙                     | 33100000                 |                             |
| 005,20      | Steiler Bach      | 262864-58  | links0 | 000,5890    | 0000,2390  | ⊙ Blockhausen         | 32900000                 |                             |
| 002,80      | Lambach           | 262864-6   | rechts | 003,1410    | 0002,7670  | ⊙ Fischbach-Oberraden | 30400000                 | auch: Lammbach              |
| 002,60      | Zammigter Bach    | 262864-72  | links0 | 000,2820    | 0000,1320  | ⊙                     | 30300000                 |                             |
| 000,80      | Michelbach        | 262864-8   | links0 | 005,2990    | 0005,9170  | ⊙ Niederraden         | 28200000                 |                             |
| 000,40      | Meerscheider Bach | 262864-92  | links0 | 000,460     | 0000,9370  | ⊙ Sinspelt            | 27900000                 |                             |

Anmerkungen zur Tabelle
1. ↑  Gewässerkennzahl, in Deutschland die amtliche Fließgewässerkennziffer mit zur besseren Lesbarkeit eingefügtem Trenner hinter dem Präfix, das einheitlich für den allen gemeinsamen Vorfluter Radenbach steht.
2. ↑  Im Kartendienst des Landschaftsinformationssystems der Naturschutzverwaltung Rheinland-Pfalz (LANIS-Karte) (Hinweise) gilt der Burscheiderbach als Oberlauf des Radenbachs; der hier als Oberlauf betrachtete Bach ist als Berkother Bach verzeichnet.